# Svein Oddvar Moen
Svein Oddvar Moen (Haugesund, 1979. január 22. –) norvég nemzetközi labdarúgó-játékvezető. Polgári foglalkozása sürgősségi mentős, hivatásos bíró.

## Pályafutása
Játékvezetésből 1995-ben vizsgázott. A NFF Játékvezető Bizottságának (JB) minősítésével az Adeccoligaen, majd 2003-tól a Tippeligaen játékvezetője. Vezetett kupadöntők száma: 1.
| Időpont           | Helyszín               | Mérkőzés típusa            | Mérkőzés                 | Eredmény | Nézők száma |
| ----------------- | ---------------------- | -------------------------- | ------------------------ | -------- | ----------- |
| 2008. november 9. | Ullevaal Stadion, Oslo | Norvég labdarúgókupa döntő | Stabæk Fotball–Vålerenga | 1 – 4    | 24 823      |

A Norvég labdarúgó-szövetség JB terjesztette fel nemzetközi játékvezetőnek, a Nemzetközi Labdarúgó-szövetség (FIFA) 2009-től tartja nyilván bírói keretében. A FIFA JB központi nyelvei közül a angolt beszéli. 2011-től az UEFA JB az elit játékvezetők csoportjába sorolta. Több nemzetek közötti válogatott (Labdarúgó-világbajnokság, Labdarúgó-Európa-bajnokság, Olimpiai játékok), valamint Intertotó-kupa, UEFA-kupa, Európa-liga és UEFA-bajnokok ligája klubmérkőzést vezetett, vagy működő társának 4. bíróként segített. A norvég nemzetközi játékvezetők rangsorában, a világbajnokság-Európa-bajnokság sorrendjében a 4. helyet foglalja el 15 találkozó szolgálatával. Európában a legtöbb válogatott mérkőzést vezetők rangsorában többed magával, 24 (2007. november 17.–2016. június 21.) találkozóval tartják nyilván.
A 2011-es U17-es labdarúgó-világbajnokságon, valamint a 2013-as U17-es labdarúgó-világbajnokságon a FIFA JB hivatalnokként foglalkoztatta.
| Időpont           | Helyszín                                     | Mérkőzés típusa              | Mérkőzés                                                                  | Eredmény | Nézők száma |
| ----------------- | -------------------------------------------- | ---------------------------- | ------------------------------------------------------------------------- | -------- | ----------- |
| 2011. június 22.  | Hidalgo Stadion, Pachuca                     | csoportmérkőzés (C. csoport) | Uruguay–Ruanda                                                            | 1 – 0    | 12 999      |
| 2011. június 30.  | Hidalgo Stadion, Pachuca                     | egyik nyolcaddöntő           | Mexikó–Panama                                                             | 2 – 0    | 15 415      |
| 2011. július 10.  | Estadio Azteca, Mexikóváros                  | döntő                        | Uruguayi U17-es labdarúgó-válogatott– Mexikói U17-es labdarúgó-válogatott | 0 – 2    | 98 943      |
| 2013. október 19. | Sheikh Khalifa International Stadion, El-Ajn | csoportmérkőzés (F. csoport) | Mexikói U17-es labdarúgó-válogatott–Nigéria                               | 1 – 6    | 7653        |
| 2013. október 29. | Al-Rashid Stadion, Dubaj                     | egyik nyolcaddöntő           | Argentína–Tunézia                                                         | 3 – 1    | 6801        |
| 2013. november 1. | Al-Rashid Stadion, Dubaj                     | egyik negyeddöntő            | Brazília–Mexikói U17-es labdarúgó-válogatott                              | 1 – 1    | 9210        |

A 2010-es labdarúgó-világbajnokságon, valamint a 2014-es labdarúgó-világbajnokságon a FIFA JB játékvezetőként alkalmazta. 2012-ben a FIFA JB bejelentette, hogy a brazil labdarúgó-világbajnokság lehetséges játékvezetőinek átmeneti listájára jelölte. A kiválasztottak mindegyike részt vett több szakmai szemináriumon. Európai játékvezetők tartaléka lett. Selejtező mérkőzéseket az UEFA, illetve a rájátszásban az AFC/COMNEBOL zónában irányított. 
| Időpont              | Helyszín                           | Mérkőzés típusa                     | Mérkőzés               | Eredmény | Nézők száma |
| -------------------- | ---------------------------------- | ----------------------------------- | ---------------------- | -------- | ----------- |
| 2008. szeptember 10. | Ljudski VRT Stadion, Maribor       | (2010 vb) előselejtező (3. csoport) | Szlovénia–Szlovákia    | 2 – 1    | 10 000      |
| 2012. szeptember 11. | Borisz Paicsadze Stadion, Tbiliszi | (2014 vb) előselejtező (I. csoport) | Grúzia–Spanyolország   | 0 – 1    | 54 598      |
| 2013. június 7.      | Generali Arena, Prága              | (2014 vb) előselejtező (B. csoport) | Csehország–Olaszország | 0 – 0    | 18 235      |
| 2013. szeptember 10. | Marcel Saupin Stadion, Bukarest    | (2014 vb) előselejtező (D. csoport) | Románia–Törökország    | 0 – 2    | 44 537      |
| 2013. november 13.   | Nemzetközi Stadion, Ammán          | (2014 vb) rájátszás (1. mérkőzés)   | Jordánia–Uruguay       | 0 – 5    | 17 370      |

A 2008-as U19-es labdarúgó-Európa-bajnokságon az UEFA JB játékvezetőként foglalkoztatta. 
| Időpont          | Helyszín              | Mérkőzés típusa              | Mérkőzés                 | Eredmény |
| ---------------- | --------------------- | ---------------------------- | ------------------------ | -------- |
| 2008. július 17. | Doosan Arena, Plzeň   | csoportmérkőzés (A. csoport) | Németország–Bulgária     | 3 – 0    |
| 2008. július 20. | Nisy Stadion, Liberec | csoportmérkőzés (B. csoport) | Anglia–Görögország       | 3 – 0    |
| 2008. július 23. | Doosan Arena, Plzeň   | egyik elődöntő               | Olaszország–Magyarország | 1 – 0    |

A 2008-as labdarúgó-Európa-bajnokságon, 2012-es labdarúgó-Európa-bajnokságon, valamint a 2016-os labdarúgó-Európa-bajnokságon, illetve az UEFA JB játékvezetőként foglalkoztatta.
| Időpont             | Helyszín                            | Mérkőzés típusa                     | Mérkőzés                                                | Eredmény | Nézők száma | Asszisztensek |
| ------------------- | ----------------------------------- | ----------------------------------- | ------------------------------------------------------- | -------- | ----------- | ------------- |
| 2007. október 17.   | Skonto Stadion, Riga                | (2008 eb) előselejtező (F. csoport) | Litvánia–Liechtenstein                                  | 4 – 1    | 4 800       |               |
| 2011. március 29.   | Központi Stadion, Amszterdam        | előselejtező (E. csoport)           | Hollandia–Magyarország                                  | 5 – 3    | 51 774      |               |
| 2011. szeptember 6. | Artemio Franchi Stadion, Firenze    | (2012 eb) előselejtező (C. csoport) | Olasz labdarúgó-válogatott–Szlovén labdarúgó-válogatott | 1 – 0    | 18 000      |               |
| 2011. október 11.   | Esprit Arena, Düsseldorf            | (2012 eb) előselejtező (A. csoport) | Németország–Belgium                                     | 3 – 1    | 48 483      |               |
| 2014. szeptember 7. | Signal Iduna Park, Dortmund         | (2016 eb) előselejtező (D. csoport) | Német labdarúgó-válogatott–Skócia                       | 2 – 1    | 60 209      |               |
| 2014. november 15.  | AFG Arena, Sankt Gallen             | (2016 eb) előselejtező (E. csoport) | Svájc–Litván labdarúgó-válogatott                       | 4 – 0    | 17 300      |               |
| 2015. június 12.    | Skonto Stadion, Nicosia             | (2016 eb) előselejtező (A. csoport) | Lettország–Holland labdarúgó-válogatott                 | 0 – 2    | 8067        |               |
| 2015. szeptember 7. | Köztársasági Stadion, Jereván       | (2016 eb) előselejtező (I. csoport) | Örményország–Dánia                                      | 0 – 0    | 7500        |               |
| 2015. október 12.   | Otkrityije Aréna, Moszkva           | (2016 eb) előselejtező (G. csoport) | Oroszország–Montenegró                                  | 2 – 0    | 35 604      |               |
| 2016. június 11.    | Stade Bordeaux-Atlantique, Bordeaux | csoportmérkőzés (B. csoport)        | Wales–Szlovákia                                         | 2 – 1    | 37 831      |               |
| 2016. június 21.    | Stade Vélodrome, Marseille          | csoportmérkőzés (C. csoport)        | Ukrajna–Lengyelország                                   | 0 – 1    | 58 874      |               |

A 2012. évi nyári olimpiai játékokon a FIFA JB bírói szolgálatra alkalmazta.
| Időpont            | Helyszín                          | Mérkőzés típusa              | Mérkőzés                         | Eredmény | Nézők száma |
| ------------------ | --------------------------------- | ---------------------------- | -------------------------------- | -------- | ----------- |
| 2012. augusztus 1. | Ricoh Stadion, Coventry           | csoportmérkőzés (A. csoport) | Szenegál–Egyesült Arab Emírségek | 1 – 1    | 28 652      |
| 2012. július 29.   | St James' Park Stadion, Newcastle | csoportmérkőzés (D. csoport) | Japán–Marokkó                    | 1 – 0    | 24 936      |

Az UEFA JB küldésére vezette a2006–2007-es UEFA-kupa találkozót.
| Időpont          | Helyszín                        | Mérkőzés típusa                 | Mérkőzés           | Eredmény |
| ---------------- | ------------------------------- | ------------------------------- | ------------------ | -------- |
| 2006. július 13. | Szusza Ferenc Stadion, Budapest | első selejtezőkör (1. mérkőzés) | Újpest FC–FC Vaduz | 0 – 4    |

2010-ben az NFF JB az Év Játékvezetője címmel ismerte el felkészültségét.